# 1866 год в науке
В 1866 году произошли различные научные и технологические события, некоторые из которых представлены ниже.

## События
- 22 апреля — утверждён устав Русского технического общества.
- 23 мая — утверждён устав Русского исторического общества.
- 27 июля — компания «Грейт Истерн» успешно проложила трансатлантический телеграфный кабель между Ирландией и Северной Америкой, после чего был запущен трансатлантический электротелеграф[1].
- Основана Румынская академия.
- В Калаверасе (штат Калифорния, США) обнаружен окаменелый человеческий череп, якобы доказывавший одновременное существование людей и мастодонтов. Находка стала одной из самых известных археологических фальсификаций, а статья о ней была опубликована в 11-м издании Энциклопедии Британники.
- Одна из первых в мире подводных лодок спущена на воду в США[2].

## Публикации
- Немецкий биолог Эрнст Геккель в книге «Общая морфология организмов» («Generelle Morphologie der Organismen») впервые предложил использовать термин экология.
- Вышел первый номер московского Математического сборника.

## Родились
- 28 января — Карл Эмиль Сишор, американский психолог.
- 29 января — Ромен Роллан, французский писатель, лауреат Нобелевской премии.
- 21 февраля — Август Вассерман, немецкий бактериолог и иммунолог. Разработал метод серодиагностики сифилиса (реакция Вассермана).
- 29 июня — Эрих Адикес, немецкий философ, профессор.
- 29 сентября — Михаил Сергеевич Грушевский, украинский историк, академик АН УССР и АН СССР (ум. 1934).
- 16 декабря — Даниил Кириллович Заболотный, украинский и советский бактериолог, Президент Всеукраинской академии наук (1928—1929), академик АН СССР (1929).
- Вера Александровна Бальц — одна из первых в России женщин почвоведов-географов.

## Скончались
- 31 января — Фридрих Рюккерт, немецкий, востоковед (род. 1788).
- 6 марта — Игнац Трокслер, швейцарский врач, философ (род. 1780).
- 10 апреля — Матвей Матвеевич Гусев, русский астроном, один из пионеров астрофизики.
- 20 июля — Георг Риман, немецкий математик, один из создателей неевклидовой геометрии (род. 1826).
- 3 августа — Фридрих Карл Герман Крузе, немецкий историк.
- 7 сентября — Александр Петрович Зернин, российский историк, профессор Харьковского университета.
- 13 октября — Хопкинс, Уильям, английский геолог и математик.
- 20 ноября — Отто Карл Берг, немецкий ботаник и фармаколог польского происхождения.
- 1 декабря — Джордж Эверест, валлийский географ. За год до смерти его имя было присвоено Королевским географическим обществом Пику XV, который ныне считается высочайшей вершиной мира, хотя сам Эверест был против этого присвоения.
- 29 декабря — Иосиф Варшевич, польский путешественник, ботаник и зоолог.